# Frank Griffin

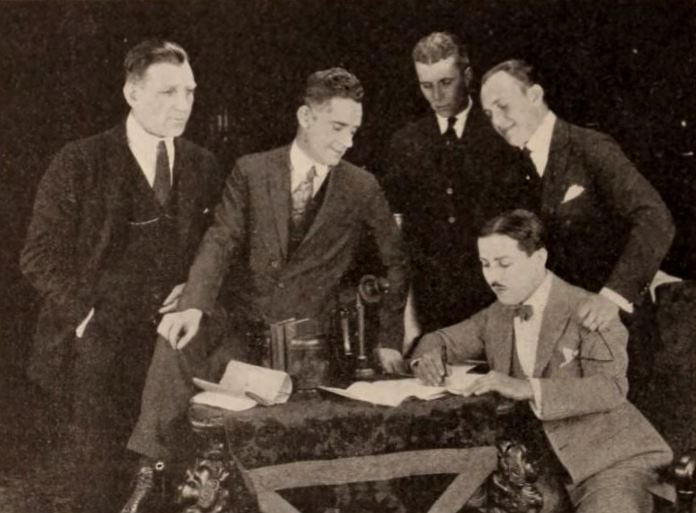
El actor Monty Banks firma un contrato para actuar en una serie de cortos con Warner Bros. Tras él están Sam Warner, el director Frank Griffin (2º izq.), Howard Hawks y Jack Warner

Frank Griffin (17 de septiembre de 1886 – 17 de marzo de 1953) fue un director, guionista y actor cinematográfico de nacionalidad estadounidense, activo en la época del cine mudo.

## Biografía
Su nombre completo era Frank Charles Griffin, y nació en Norfolk, Virginia. Inició su carrera cinematográfica en 1911 como actor, prosiguiéndola después como guionista y director. Actuó en catorce películas, dirigió cincuenta y escribió el guion de una treintena. En 1927 también produjo dos películas.
Frank Griffin falleció en Los Ángeles, California, en 1953, a los años de edad, a causa de un infarto agudo de miocardio.

## Filmografía completa

### Director
- A Brewerytown Romance (1914)
- Getting Solid with Pa
- The Kidnapped Bride (1914)
- While Auntie Bounced
- Tough Luck (1914)
- Worms Will Turn
- He Woke Up in Time
- The Green Alarm
- A Fool There Was (1914)
- Pins Are Lucky
- Did He Save Her
- When the Ham Turned
- The Honor of the Force
- Dobs at the Shore
- Nice Nursie (1914)
- They Looked Alike (1915)
- Love in Armor
- His Luckless Love
- Settled at the Seaside
- The Rent Jumpers
- Love, Loot and Crash
- Crossed Love and Swords
- The Cannibal King, codirigida con Arthur Hotaling (1915)
- Only a Messenger Boy
- His Father's Footsteps
- The Best of Enemies
- Fido's Fate
- Where Love Leads (1916)
- The Feathered Nest
- Maid Mad
- Bombs!
- Maggie's First False Step
- Her Fame and Shame
- Her Torpedoed Love
- The Betrayal of Maggie
- The King of the Kitchen
- Lions and Ladies
- Her First Kiss
- Wild Waves and Women
- The Roaming Bathtub
- The Aero Nut
- Robert's Adventure in the Great War
- Her Private Husband
- The Devilish Romeo
- Conductor 1492

### Ayudante de dirección
- Better Late Than Never
- Ship Ahoy, de Alfred St. John (1920)

### Guionista
- Mr. Spriggs Buys a Dog, de Dell Henderson (1913)
- Influence of the Unknown, de Christy Cabanne (1913)
- Aunts, Too Many!, de Edward Dillon (1913)
- Getting Even, de Arthur Hotaling (1914)
- A Winning Mistake, de Arthur Hotaling (1914)
- The Best Man, de Arthur Hotaling (1914)
- That Terrible Kid, de Arthur Hotaling (1914)
- The Bully's Doom, de Arthur Hotaling (1914)
- The Peacemaker's Pay, de Arthur Hotaling (1914)
- Outwitting Dad, de Arthur Hotaling (1914)
- Summer Love, de Arthur Hotaling (1914)
- A Brewerytown Romance
- The Kidnapped Bride, de Frank Griffin (1914)
- The Green Alarm
- A Fool There Was, de Frank Griffin (1914)
- Did He Save Her
- A Boomerang Swindle
- The Honor of the Force
- Dobs at the Shore
- Where Love Leads, de Frank Griffin (1916)
- Madonna of the Streets, de Edwin Carewe (1924)
- Seven Keys to Baldpate, de Fred C. Newmeyer (1925)
- Ella Cinders
- Lost at the Front
- Twisted Tales, de Wallace Fox (1931)
- The Foolish Forties
- The Big Flash
- Tired Feet
- Spring Tonic
- Man on the Flying Trapeze

### Actor
- Susceptible Dad (1911)
- Hands Across the Sea in '76, de Lawrence B. McGill (1911)
- The Best Man, de Arthur Hotaling (1914)
- The Bully's Doom, de Arthur Hotaling (1914)
- With the Burglar's Help, de Arthur Hotaling (1914)
- A Brewerytown Romance, de Frank Griffin (1914)
- The Kidnapped Bride, de Frank Griffin (1914)
- He Woke Up in Time
- The Green Alarm
- A Fool There Was, de Frank Griffin (1914)
- Cheap Transportation
- Dobs at the Shore
- The Cannibal King, de Frank Griffin y Arthur Hotaling (1915)

### Productor
- Easy Pickings
- Lost at the Front